# Isidre Boixader i Solana
Isidre Boixader i Solana fou un enginyer i polític català, diputat a les Corts Espanyoles durant la restauració borbònica
Fou elegit diputat del Partit Liberal Fusionista pel districte de la Seu d'Urgell a les eleccions generals espanyoles de 1881 i 1886. Fou secretari per Lleida a la Diputació Catalana de 1882 i membre de la comissió de pressupostos del Congrés dels Diputats. A les eleccions generals espanyoles de 1891 va perdre l'escó en mans de Miquel Agelet i Besa i a les 1893 fou derrotat per Ramón Martínez Campos y Rivera. El 1901 optà al Senat per la província de Lleida, però no fou nomenat.